# Роман (танок)
Роман — народний танок на Київщині. Назва танцю походить від імені головного персонажа — Романа. Танець описав дослідник народної хореографії Василь Верховинець.
Музичний розмір 2/4, спершу повільний, а далі щораз швидший. Танцюють групи по три пари в гурті. Кроки: зірниця, звичайна хода, біг. Танок наче відображує природу перед і під час вітру.